# Göran Färm
Göran Färm, né le 17 octobre 1949 à Stockholm, est un ancien député européen suédois membre du Parti social-démocrate suédois des travailleurs. Il fait partie du groupe de l'Alliance progressiste des socialistes et démocrates au Parlement européen.